# BTR-90
Der BTR-90 ist ein Radschützenpanzer, der 1993 entwickelt und 1994 erstmals der Öffentlichkeit präsentiert wurde. Gebaut wird der BTR-90 im Maschinenbauwerk Arsamas in Arsamas, das zur russischen GAZ-Gruppe gehört. 

## Technik
Dieses Modell der BTR-Serie ist gegenüber den Vorgängern in seiner Panzerung verstärkt worden. Das Fahrzeug erhielt den Turm des Schützenpanzers BMP-2 samt dessen 30-mm-Bewaffnung sowie einen Granatwerfer. Die Kanone ist horizontal wie vertikal stabilisiert und hat eine Richthöhe von 75°. Zusätzlich kann das Panzerabwehrsystem Konkurs installiert werden, was den Gefechtsradius auf vier Kilometer erweitert. An beiden Turmseiten befinden sich jeweils drei 81-mm-Nebelwerfer. Die Grabenüberschreitfähigkeit beträgt 2 Meter, die Kletterfähigkeit 0,8 Meter. Der BTR-90 ist ohne Vorbereitungen schwimmfähig, mit seinem Wasserstrahlantrieb erreicht er im Wasser eine Geschwindigkeit von 9 km/h. Eine Überdruckanlage für das Fahrzeuginnere und ABC-Schutz sind vorhanden.
Das Modell erhielt ein Hydraulik-Getriebe, die Leistung wird auf alle vier Achsen übertragen. Neu ist, dass die Kraftübertragung auf die Räder pro Fahrzeugseite jeweils unterschiedlich erfolgen kann, was den Wendekreis verringert. Die Lenkung erfolgt über die beiden vorderen Achsen.
Er ist derzeit mit nur wenigen Exemplaren bei den Truppen des russischen Innenministeriums im Einsatz. 
Mit dem BTR-90M existiert eine kampfstärkere Version, die bislang jedoch noch nicht in Serie gebaut wird. Sie erhielt den Turm des BMP-3 und eine 100-mm-Kanone des Typs 2A70.

## Kampfsatz
- 500 Schuss Maschinenkanonen-Munition 30 × 165 mm
- 2.000 Patronen Kaliber 7,62 × 54 mm R
- 4 Panzerabwehrraketen 9K113 Konkurs
- 400 Granaten für den 30-mm Granatwerfer